# Tutto in una notte
Tutto in una notte (Into the Night) è un film di John Landis del 1985 con Jeff Goldblum e Michelle Pfeiffer.
Le riprese del film si svolsero dal 2 aprile 1984 all'11 maggio 1984.

## Trama
Ed Okin, ingegnere aerospaziale, soffre di insonnia ed ha una vita insoddisfacente: trova il lavoro monotono e la moglie lo tradisce. In breve, è depresso. Durante l'ennesima notte insonne
Ed si reca a Los Angeles su suggerimento del suo amico Herb. Lì è sorpreso da una bellissima contrabbandiera di gioielli, Diana, che salta in macchina e lo prega di allontanarla da quattro iraniani che la stanno inseguendo. Lei lo convince ad accompagnarla in auto in varie località, e lui si lascia coinvolgere nella sua disavventura. Sempre più esasperato dalle sue richieste, Ed scopre che Diana ha fatto entrare clandestinamente negli Stati Uniti smeraldi di valore inestimabile, parte del tesoro dello Scià dell'Iran, e viene perseguitato anch'egli da vari assalitori, un esule iraniano e un sicario britannico.
Dopo una trattativa, che sembra andare a buon fine, con Shaheen Parvici, a capo degli iraniani, Diana viene invece presa in ostaggio poco prima di prendere l'aereo che l'avrebbe portata in salvo con Ed. La situazione precipita in un conflitto a fuoco nel quale la maggior parte degli uomini interessati a impossessarsi degli smeraldi perde la vita e Diana, anche grazie a Ed, viene liberata. Portati in una stanza di un motel da agenti federali, i due ricevono una fortuna in contanti da uno dei ricchi amici di Diana. Ed, stremato dalla lunga serie di eventi, finalmente si addormenta senza nemmeno spogliarsi.
Dopo una notte intera ed un lungo sonno ristoratore, Ed si sveglia nella stanza d'albergo vuota, con la maggior parte dei soldi spariti. Tuttavia, quando lascia la stanza, Diana lo sta aspettando, con i soldi, un sorriso e una richiesta per un passaggio all'aeroporto.

## Camei
- John Landis è uno dei quattro scagnozzi iraniani.
- Jack Arnold è l'uomo con il cane in ascensore.
- Rick Baker è lo spacciatore.
- Paul Bartel è il portiere del Beverly Wilshire Hotel.
- David Cronenberg è il supervisore di Ed nella sala riunioni.
- Jonathan Demme è l'agente federale magro con gli occhiali.
- Richard Franklin è l'ingegnere aerospaziale seduto accanto a Herb nella caffetteria.
- Carl Gottlieb è l'agente federale con i baffi.
- Amy Heckerling è la cameriera goffa.
- Jim Henson è l'uomo al telefono che parla con Bernie.
- Colin Higgins è l'attore che interpreta l'ostaggio sul set del film.
- Lawrence Kasdan è il detective di polizia che interroga Bud.
- Jonathan Lynn è il sarto.
- Paul Mazursky è Bud Herman, il proprietario della casa sulla spiaggia accusato di spaccio di droga.
- Carl Perkins è il signor Williams.
- Daniel Petrie è il regista del film dell'ostaggio.
- Dedee Pfeiffer è la prostituta.
- Waldo Salt è il barbone che informa Ed del fatto che la sua auto è stata sequestrata.
- Don Siegel è l'uomo sorpreso con una ragazza nel bagno dell'hotel.
- Roger Vadim è monsieur Melville, il rapitore francese.
- B.B. King è l'addetto alla pompa di benzina.
- Lou Costello è Wilbur.